# Bolitoglossa sooyorum
Espèce
Statut de conservation UICN

 EN B1ab(iii,v) : En danger
Bolitoglossa sooyorum est une espèce d'urodèles de la famille des Plethodontidae.

## Répartition
Cette espèce est endémique de la cordillère de Talamanca au Costa Rica. Elle se rencontre entre 2 355 et 3 000 m d'altitude. Sa présence est incertaine au Panamá.

## Description
Bolitoglossa sooyorum mesure de 62 à 142 mm de longueur totale. Les mâles mesurent de 58 à 65 mm de longueur standard et les femelles de 34 à 72 mm.

## Étymologie
Cette espèce est nommée en l'honneur de Jean L. Sooy et Kirk Van Sooy.

## Publication originale
- Vial, 1963 : A new plethodontid salamander (Bolitoglossa sooyorum) from Costa Rica. Revista de Biología Tropical, vol. 11, no 1, p. 89-97 (texte intégral).